# HZ-2
HZ-2 je lek, koji je visoko selektivni κ-opioidni agonist. On je potentan analgetik, poput morfina, sa dugotrajnim dejstvom i visokom oralnom biodostupnošću. Nuspojave su sedacija, mučnina i disforija kao i diuretički efekti.

## Spoljašnje veze
|  | Molimo Vas, obratite pažnju na važno upozorenje u vezi sa temama iz oblasti medicine (zdravlja). |